# HD 145997
HD 145997，又名BD-18 4249，SAO 159807、HR 6053，是一颗恒星，视星等为6.32，位于銀經355.81，銀緯22.85，其B1900.0坐标为赤經16h 8m 52.9s，赤緯-18° 22.85′ 44″。